# Gilpinia variegata
Gilpinia variegata är en stekelart som först beskrevs av Hartig 1834.  Gilpinia variegata ingår i släktet Gilpinia, och familjen barrsteklar. Arten har ej påträffats i Sverige.